# 구본준 (기자)
구본준(서울, 1969년 10월 31일 ~ 2014년 11월 12일)은 대한민국의 기자이다. 건축전문기자로서 활동하였다.

## 생애
1969년 10월 31일 서울에서 태어났다. 1995년 한겨레에 입사해 사회부, 경제부, 문화부 등을 거치며 기동취재팀장, 기획취재팀장, 대중문화팀장 등을 두루 맡았다. 대다수 신문 기자들이 종이신문에만 매몰되어 있던 시절에 블로그를 만들고 책을 쓰면서 대중들과 교감하려고 애썼다. 2014년 11월 12일, 한국언론진흥재단이 진행하는 ‘건축문화재 보존과 복원 과정’이라는 단기 교육과정에 참여해 마지막 이탈리아 현지 취재 일정을 소화하던 중 현지에서 돌연 심장사(sudden cardiac death)하였다.

## 경력
- 한겨레신문 책지성팀 팀장
- 한겨레신문 기획취재팀 팀장
- 한겨레신문 기동취재팀 팀장
- 한겨레신문 문화부 대중문화팀 팀장

## 저서
- 구본준 글. 이지선 그림. 《별난 기자 본본, 우리 건축에 푹 빠지다 》. 한겨레아이들. 2010년. ISBN 9788984313750
- 《구본준의 마음을 품은 집》. 서해문집. 2013년. ISBN 9788974835910